# Ocípete (harpía)
Ocípete (en griego: Ωκυπέτη, «ala rápida») era una de las Harpías en la mitología griega. Apolodoro no se decide para referirse a la harpía y así baraja sus nombres entre Ocípete, Ocítoe («corredora veloz») u Ocípode («pie rápido»). Las Harpías eran las hijas del dios del mar Taumante y la oceánide Electra, y hermanas de Iris. Durante la expedición de los argonautas los Boréadas Calais y Zetes persiguieron a Aelo y Ocípete. Hostigadas las Harpías, Ocípete, huyendo por la Propóntide, alcanzó las islas Equínades, ahora designadas como Estrófades por ella, pues al llegar allí una de ellas se volvió (estráphe) y rendida por la fatiga cayó en la costa por su perseguidor.
Tanto en la mitología griega como en la romana, las Harpías eran las criaturas empleadas por los dioses principales para llevar a cabo el castigo del crimen.